# Brunsvigia orientalis
Brunsvigia orientalis (L.) Aiton ex Eckl. è una pianta della famiglia Amaryllidaceae, endemica del Sudafrica.